# Pere Junyent i Julià
Pere Junyent i Julià (Sitges, 1904 - Cornellà de Llobregat, 1958) va ser un mestre i el primer president de la Unió Esportiva Cornellà, formada pels equips de futbol del centre i el club Atlètic Pedró.
La creació de la institució pedagògica Acadèmia Junyent, l'any 1942, i de la qual n'era propietari, va permetre l'accés, per primer cop, als cornellanecs a ensenyaments comercials i tecnològics.